# Calamoceras illiesi
Calamoceras illiesi là một loài Trichoptera trong họ Calamoceratidae. Chúng phân bố ở miền Cổ bắc.